# Falklandia rumbolli
Falklandia rumbolli är en spindelart som först beskrevs av Rita Delia Schiapelli och Gerschman 1974.  Falklandia rumbolli ingår i släktet Falklandia och familjen Orsolobidae.
Artens utbredningsområde är Falklandsöarna. Inga underarter finns listade i Catalogue of Life.